# Minimappa

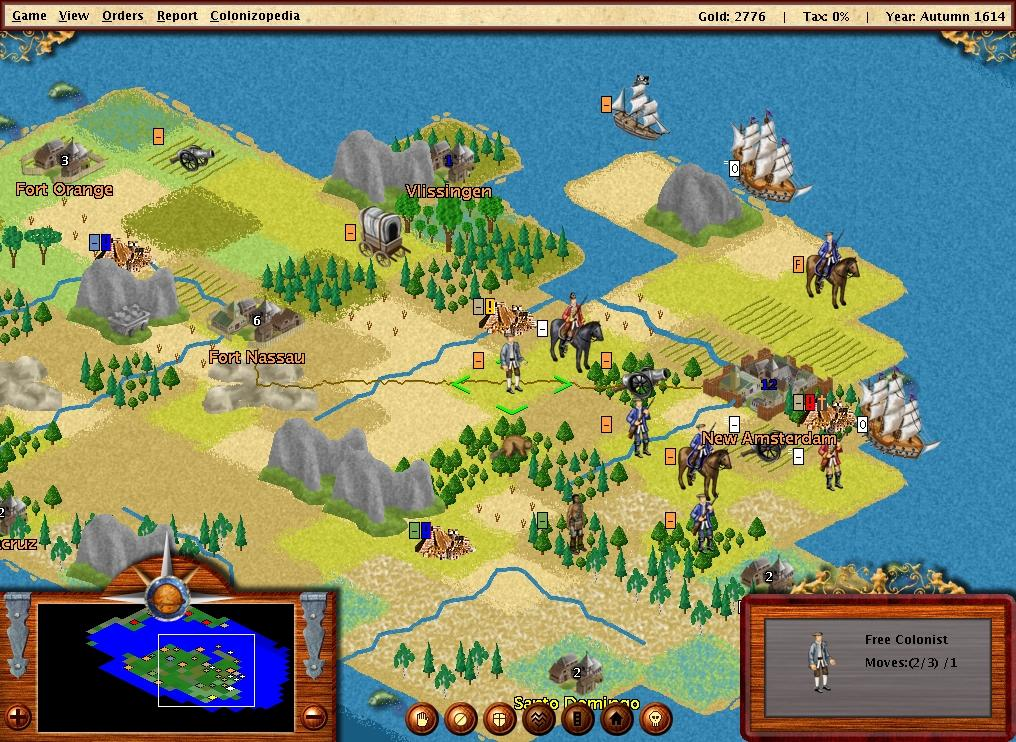
Schermata di FreeCol: la minimappa è visibile in basso a sinistra

La minimappa è un elemento grafico dei videogiochi, una piccola mappa dell'area di gioco che riassume le posizioni relative degli oggetti più importanti che compongono il gioco, sempre visibile durante le fasi attive della partita, a lato della scena principale oppure in sovraimpressione come HUD. 
Se la mappa riassuntiva non è perennemente visibile, ma per consultarla occorre nascondere temporaneamente la scena principale o mettere in pausa il gioco, non si parla di minimappa ma semplicemente di mappa.
La minimappa è un elemento ricorrente soprattutto nei videogiochi strategici, sia a turni sia in tempo reale, dove occorre coordinare numerose unità sparse su un'area di gioco molto più vasta dello schermo; generalmente la minimappa può anche essere cliccata per spostare direttamente la visuale o per impartire comandi sul punto cliccato, ed è coperta dalla nebbia di guerra proprio come l'area di gioco. Tuttavia si possono incontrare minimappe in qualunque genere di videogioco, tra cui sparatutto e sportivi.